# Candiburung
Candiburung is een bestuurslaag in het regentschap Pamekasan van de provincie Oost-Java, Indonesië. Candiburung telt 3145 inwoners (volkstelling 2010).